# 圣伯多禄主教座堂 (博洛尼亚)
44°29′45″N 11°20′35″E / 44.49583°N 11.34306°E

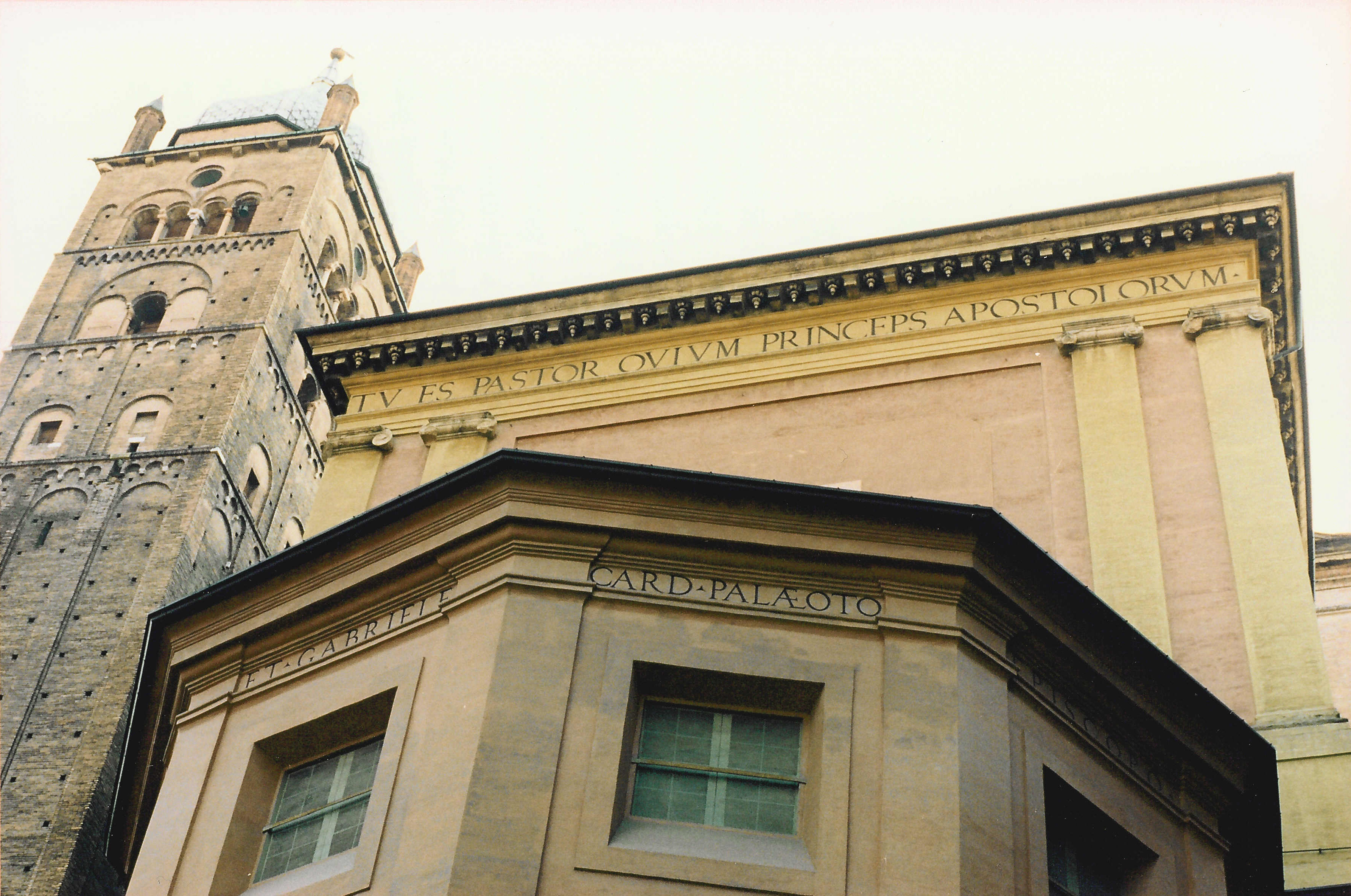

博洛尼亚圣伯多禄主教座堂（Cattedrale di San Pietro）是意大利城市博洛尼亚的一座天主教教堂，天主教博洛尼亚总教区的主教座堂。位于独立路7号。 
教堂始建于1028年，1141年毁于大火，1184年教宗下令重建。根据Gabriele Paleotti枢机的命令，1575年再次重建。1582年升格为“chiesa metropolitana”。1743年到1747年最后一次重建。内部完全为巴洛克式，显得宏伟壮观。